# 丹维尔
丹维尔（法語：Dainville，法語發音：[dɛ̃vil]）是法国上法蘭西大區加来海峡省的一个市镇，属于阿拉斯区。

## 地理
丹维尔（50°16'55"N, 2°43'38"E）面积11.22 平方千米，位于法国上法蘭西大區加来海峡省，该省份为法国北部沿海省份，西北濒北海，南至索姆省，东临北部省。
与丹维尔接壤的市镇（或旧市镇、城区）包括：迪桑、瓦伊、瓦尔吕、阿希库尔、阿拉斯、贝讷维尔。

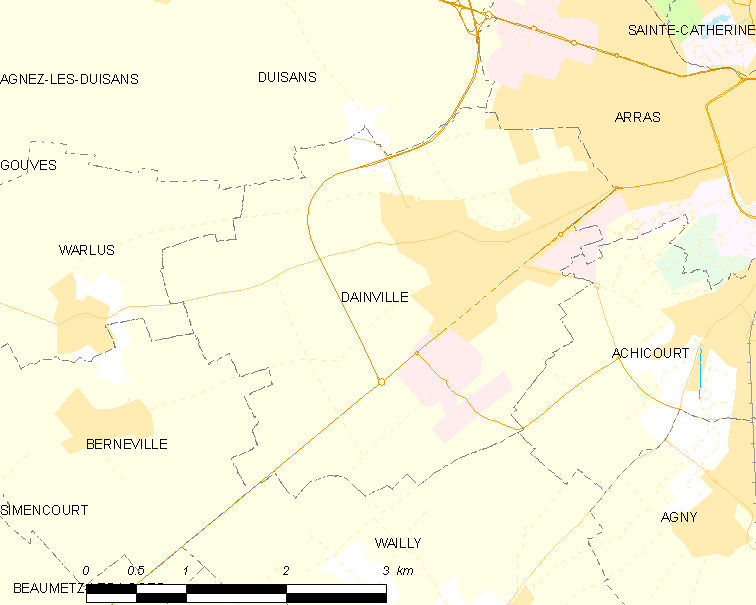
丹维尔的OSM定位图

丹维尔的时区为UTC+01:00、UTC+02:00（夏令时）。

## 行政
丹维尔的邮政编码为62000，INSEE市镇编码为62263。

## 政治
丹维尔所属的省级选区为阿拉斯第一县。

## 人口

1962-2008年间丹维尔人口变化图示

丹维尔于2022年1月1日时的人口数量为5718人。